# 新市街道 (临江市)
新市街道，是中华人民共和国吉林省白山市临江市下辖的一个乡镇级行政单位。

## 行政区划
新市街道下辖以下地区：
新市社区、沿江社区、站前村和黎红村。